# Плоняви-Брамура (Мазовецьке воєводство)
Плоняви-Брамура (пол. Płoniawy-Bramura) — село в Польщі, у гміні Плоняви-Брамура Маковського повіту Мазовецького воєводства.
Населення — 422 особи (2011).
У 1975-1998 роках село належало до Остроленцького воєводства.

## Демографія
Демографічна структура станом на 31 березня 2011 року:
|          | Загалом | Допрацездатний вік | Працездатний вік | Постпрацездатний вік |
| -------- | ------- | ------------------ | ---------------- | -------------------- |
| Чоловіки | 208     | 43                 | 149              | 16                   |
| Жінки    | 214     | 42                 | 127              | 45                   |
| Разом    | 422     | 85                 | 276              | 61                   |